# Galidictis

Galidictis — рід котовидих з родини фаланукових, що містить два види: Galidictis fasciata та Galidictis grandidieri. G. fasciata мешкає в лісах і є нічним і сутінковим видом. G. grandidieri живе у сухих колючих лісах та чагарниках.

## Морфологія
Морфометрія. Довжина голови й тіла: 320—340 мм, довжина хвоста: 280–300 мм. 
Опис. Основний колір хутра світло-коричневий або сіруватий. У підвиду G. fasciata striata є зазвичай 5 поздовжніх чорних смуг на спині та боках, і хвіст білуватий. У G. fasciata fasciata є, як правило, 8—10 смуг, і хвіст гнідого кольору і трохи пухнастий. G. grandidieri більший за G. fasciata і має 8 темно-коричневих поздовжніх смуг на спині та боках, які є вужчими, ніж прогалини. Відрізняється від роду Galidia тим, що має довші пальці й довші кігті. Запахові залози присутні й у самок.

## Поведінка
Раціон складається в основному з дрібних хребетних, особливо гризунів, а також включає безхребетних. Calidictis живуть у парах або невеликих соціальних групах. Народжується один малюк на рік, протягом літа. Молодь, як говорять люди, легко приручається, слідує за господарем, і навіть сплять на колінах своїх господарів.